# اورهانیه (چای)
اورهانیه (به ترکی استانبولی: Orhaniye) یک منطقهٔ مسکونی در ترکیه است که در چای (شهر) واقع شده‌است. اورهانیه ۲۲۱ نفر جمعیت دارد.